# Шеппард, Кенни Уэйн

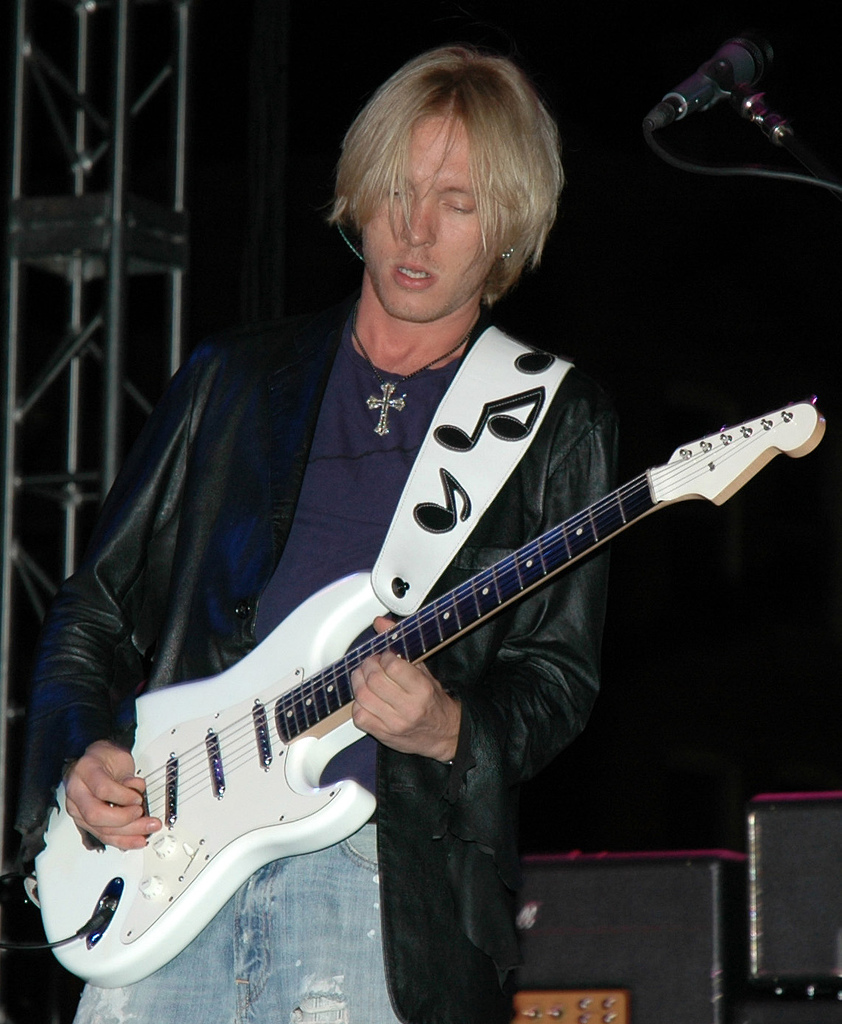
Кенни Уэйн Шеппард

Кенни Уэйн Шеппард (англ. Kenny Wayne Shepherd, при рождении Бробст, англ. Brobst; 12 июня 1977, Шривпорт, Луизиана) — американский блюзовый гитарист, певец, автор песен. Он сделал cебе имя будучи ещё подростком, сфокусировавшись на современном электрик-блюзе, сумел выступить на одной сцене с такими иконами, как B.B. King, Buddy Guy и продолжает выпускать альбомы и гастролировать уже более двух десятилетий.. Зять Мела Гибсона .

## Биография
Кенни Уэйн Шеппард родился в 1977 году. Он вышел на сцену новоорлеанского фестиваля уже в 13 лет. Отец-продюсер пророчил сыну карьеру юриста, но Кенни Уэйн спустя год уже гастролировал со своей группой, а в 18 лет записал дебютный альбом.
25 января 2009 состоялся концерт в Москве в Московском международном доме музыки.

## Дискография
- 1995 — Ledbetter Heights
- 1997 — Trouble Is…
- 1999 — Live On
- 2004 — The Place You’re In
- 2007 — 10 Days Out: Blues from the Backroads
- 2011 — How I Go
- 2014 — Goin' Home
- 2017 — Lay It On Down
- 2019 — The Traveler
- 2022 — Trouble Is... 25
- 2023 —Dirt On My Diamonds. Vol. 1